# Synchroonzwemmen op de Europese Spelen 2015 - Team
Het synchroonzwemmen in teams tijdens de Europese Spelen 2015 in Bakoe, Azerbeidzjan van 12 tot en met 15 juni is een van de onderdelen van het evenement synchroonzwemmen. 

## Resultaten

### Kwalificatie
| Positie | Land             | Punten       |
| ------- | ---------------- | ------------ |
| 1.      | Rusland          | 89.9333      |
| 2.      | Oekraïne         | 87.3000      |
| 3.      | Spanje           | 86.1333      |
| 4.      | Italië           | 84.5333      |
| 5.      | Griekenland      | 82.2000      |
| 6.      | Frankrijk        | 81.8333      |
| 7.      | Wit-Rusland      | 80.1667      |
| 8.      | Zwitserland      | 78.5000      |
| 9.      | Nederland        | 76.0000      |
| 10.     | Groot-Brittannië | 75.1000      |
| 11.     | Turkije          | 74.8333      |
| 12.     | Slovenië         | 72.8000      |
| 13.     | Hongarije        | 72.0667      |
| 14.     | Oostenrijk       | Niet Gestart |